# La Chaussée-sur-Marne
La Chaussée-sur-Marne és un municipi francès, situat al departament del Marne i a la regió del Gran Est. L'any 2007 tenia 673 habitants.

## Demografia

### Població
El 2007 la població de fet de La Chaussée-sur-Marne era de 673 persones. Hi havia 260 famílies, de les quals 68 eren unipersonals (44 homes vivint sols i 24 dones vivint soles), 76 parelles sense fills, 96 parelles amb fills i 20 famílies monoparentals amb fills.
La població ha evolucionat segons el següent gràfic:
Habitants censats

### Habitatges
El 2007 hi havia 291 habitatges, 270 eren l'habitatge principal de la família, 10 eren segones residències i 11 estaven desocupats. 268 eren cases i 22 eren apartaments. Dels 270 habitatges principals, 236 estaven ocupats pels seus propietaris, 28 estaven llogats i ocupats pels llogaters i 6 estaven cedits a títol gratuït; 13 tenien dues cambres, 23 en tenien tres, 61 en tenien quatre i 173 en tenien cinc o més. 244 habitatges disposaven pel capbaix d'una plaça de pàrquing. A 86 habitatges hi havia un automòbil i a 157 n'hi havia dos o més.

### Piràmide de població
La piràmide de població per edats i sexe el 2009 era:
| Homes | Edats   | Dones |
| ----- | ------- | ----- |
| 0     | 95 o +  | 0     |
| 4     | 90 a 94 | 4     |
| 0     | 85 a 89 | 4     |
| 0     | 80 a 84 | 8     |
| 12    | 75 a 79 | 16    |
| 20    | 70 a 74 | 8     |
| 12    | 65 a 69 | 8     |
| 12    | 60 a 64 | 20    |
| 16    | 55 a 59 | 8     |
| 28    | 50 a 54 | 16    |
| 28    | 45 a 49 | 40    |
| 20    | 40 a 44 | 20    |
| 24    | 35 a 39 | 20    |
| 16    | 30 a 34 | 20    |
| 12    | 25 a 29 | 20    |
| 20    | 20 a 24 | 12    |
| 16    | 15 a 19 | 40    |
| 36    | 10 a 14 | 20    |
| 32    | 5 a 9   | 16    |
| 24    | 0 a 4   | 20    |

## Economia
El 2007 la població en edat de treballar era de 447 persones, 339 eren actives i 108 eren inactives. De les 339 persones actives 315 estaven ocupades (173 homes i 142 dones) i 24 estaven aturades (8 homes i 16 dones). De les 108 persones inactives 46 estaven jubilades, 32 estaven estudiant i 30 estaven classificades com a «altres inactius».

### Ingressos
El 2009 a La Chaussée-sur-Marne hi havia 277 unitats fiscals que integraven 726 persones, la mediana anual d'ingressos fiscals per persona era de 19.484,5 €.

### Activitats econòmiques
Dels 33 establiments que hi havia el 2007, 4 eren d'empreses extractives, 1 d'una empresa alimentària, 1 d'una empresa de fabricació d'altres productes industrials, 9 d'empreses de construcció, 4 d'empreses de comerç i reparació d'automòbils, 3 d'empreses de transport, 3 d'empreses d'hostatgeria i restauració, 2 d'empreses financeres, 1 d'una empresa immobiliària, 2 d'empreses de serveis, 1 d'una entitat de l'administració pública i 2 d'empreses classificades com a «altres activitats de serveis».
Dels 15 establiments de servei als particulars que hi havia el 2009, 1 era una oficina de correu, 1 una oficina bancària, 1 taller de reparació d'automòbils i de material agrícola, 2 paletes, 2 guixaires pintors, 1 fusteria, 2 lampisteries, 2 electricistes, 1 perruqueria i 2 restaurants.
Dels 2 establiments comercials que hi havia el 2009, 1 era una botiga de més de 120 m² i 1 una botiga de menys de 120 m².
L'any 2000 a La Chaussée-sur-Marne hi havia 13 explotacions agrícoles que ocupaven un total de 1.250 hectàrees.

## Equipaments sanitaris i escolars
El 2009 hi havia 1 escola maternal i 1 escola elemental.

## Poblacions més properes
El següent diagrama mostra les poblacions més properes.